# West Indies Cricket Team in Südafrika in der Saison 2022/23
Die Tour des West Indies Cricket Teams nach Südafrika in der Saison 2022/23 fand vom 28. Februar bis zum 28. März 2023 statt. Die internationale Cricket-Tour war Bestandteil der Internationalen Cricket-Saison 2022/23 und umfasste zwei Tests, drei ODIs und drei Twenty20s. Die Tests waren Bestandteil der ICC World Test Championship 2021–2023. Südafrika gewann die Test-Serie 2–0, die West Indies die Twenty20-Serie 2–1, während die ODI-Serie 1–1 unentschieden endete.

## Vorgeschichte
Südafrika spielte zuvor eine Tour gegen England, die West Indies in Simbabwe. Das letzte Aufeinandertreffen der beiden Mannschaften bei einer Tour fand in der Saison 2021 in den West Indies statt.

## Stadion
Das folgende Stadion wurde für die Tour als Austragungsort vorgesehen.
| Stadion           | Stadt         | Kapazität | Spiele                    |
| ----------------- | ------------- | --------- | ------------------------- |
| Centurion Park    | Centurion     | 22.000    | 1. Test; 1. & 2. Twenty20 |
| Buffalo Park      | East London   | 20.000    | 1. & 2. ODI               |
| Wanderers Stadium | Johannesburg  | 34.000    | 2. Test; 3. Twenty20      |
| Senwes Park       | Potchefstroom | 18.000    | 3. ODI                    |

## Kaderlisten
Die West Indies benannten ihren Test-Kader am 14. Februar und seine Limited-Over-Kader am 20. Februar 2023. Südafrika benannte seinen Test-Kader am 17. Februar 2023.
| Test | Test | ODI | ODI | Twenty20 | Twenty20 |
| Südafrika | West Indies | Südafrika | West Indies | Südafrika | West Indies |
| --- | --- | --- | --- | --- | --- |
| - Temba Bavuma (K) - Gerald Coetzee - Tony de Zorzi - Dean Elgar - Simon Harmer - Marco Jansen - Heinrich Klaasen (wk) - Keshav Maharaj - Aiden Markram - Wiaan Mulder - Senuran Muthusamy - Anrich Nortje - Keegan Petersen - Kagiso Rabada - Ryan Rickelton | - Kraigg Brathwaite (K) - Jermaine Blackwood (VK) - Alick Athanaze - Tagenarine Chanderpaul - Roston Chase - Joshua Da Silva (wk) - Shannon Gabriel - Jason Holder - Akeem Jordan - Alzarri Joseph - Kyle Mayers - Gudakesh Motie - Raymon Reifer - Kemar Roach - Devon Thomas | - Temba Bavuma (K) - Gerald Coetzee - Quinton de Kock - Tony de Zorzi - Bjorn Fortuin - Reeza Hendricks - Marco Jansen - Heinrich Klaasen - Sisanda Magala - Keshav Maharaj - Aiden Markram - David Miller - Wiaan Mulder - Lungi Ngidi - Wayne Parnell - Andile Phehlukwayo - Ryan Rickelton - Tabraiz Shamsi - Tristan Stubbs - Rassie van der Dussen - Lizaad Williams | - Shai Hope (K) - Rovman Powell (VK) - Shamarh Brooks - Yannic Cariah - Keacy Carty - Roston Chase - Shannon Gabriel - Jason Holder - Akeal Hosein - Alzarri Joseph - Brandon King - Kyle Mayers - Nicholas Pooran - Romario Shepherd - Odean Smith | - Aiden Markram (K) - Quinton de Kock - Bjorn Fortuin - Reeza Hendricks - Marco Jansen - Heinrich Klaasen - Sisanda Magala - David Miller - Lungi Ngidi - Anrich Nortje - Wayne Parnell - Kagiso Rabada - Rilee Rossouw - Tabraiz Shamsi - Tristan Stubbs | - Rovman Powell (K) - Kyle Mayers (VK) - Shamarh Brooks - Yannic Cariah - Johnson Charles - Roston Chase - Sheldon Cottrell - Jason Holder - Akeal Hosein - Alzarri Joseph - Brandon King - Obed McCoy - Nicholas Pooran - Raymon Reifer - Romario Shepherd - Odean Smith |

## Tour Match
| 21. – 23. Februar Scorecard | Benoni | West Indies 283-9d (89) & 208-8 (49) | – | South African Invitation XI 317 (89.5) |
|                             |        | Remis                                |   |                                        |

## Tests

### Erster Test in Centurion
| 28. Februar – 4. März Scorecard | Centurion | Südafrika 342 (86.3) & 116 (28) | – | West Indies 212 (69) & 159 (41) |
|                                 |           | Südafrika gewinnt mit 87 Runs   |   |                                 |

Südafrika gewann den Münzwurf und entschied sich als Schlagmannschaft zu beginnen. Für sie konnten die Eröffnungs-Batter Dean Elgar und Aiden Markram eine Partnerschaft bilden. Elgar schied nach einem Fifty über 71 Runs aus und nachdem Tony de Zorzi 28 Runs erreichte, fand Markram mit Keegan Petersen einen weiteren Partner. Daraufhin verlor Markram nach einem Century über 115 Runs aus 174 Bällen sein Wicket. Der hineinkommende Heinrich Klaasen erreichte 20 Runs aus, bevor auch Petersen nach 14 Runs ausschied. Marco Jansen konnte sich daraufhin etablieren und beendete den Tag beim Stand von 314/8. Am zweiten Tag gelang Gerald Coetzee 17 Runs, bevor Anrich Nortje nach 14 Runs das letzte Wicket verlor. Jansen hatte bis dahin 23* Runs erzielt. Bester west-indischer Bowler war Alzarri Joseph mit 5 Wickets für 81 Runs. Für die West Indies erreichten der Eröffnungs-Batter Kraigg Brathwaite 11 und Tagenarine Chanderpaul 22 Runs, bevor Raymon Reifer zusammen mit Jermaine Blackwood eine Partnerschaft bildete. Blackwood verlor nach 37 Runs sein Wicket und ihm folgte Roston Chase. Reifer schied nach einem Fifty über 62 Runs aus und Chase kurz darauf nach 22 Runs. Daraufhin gelangen Kyle Mayers 18 Runs, jedoch konnte er damit den Rückstand nur auf 130 Runs begrenzen. Bester südafrikanischer Bowler war Anrich Nortje mit 5 Wickets für 36 Runs. Für Südafrika etablierte sich Aiden Markram, konnte jedoch bis zum Ende des Tages beim Stand von 49/4 keinen Partner finden. Am dritten Tag schied Markram nach 47 Runs aus, bevor Kagiso Rabada und Gerald Coetzee eine Partnerschaft bildeten. Coetzee schied nach 20 Runs aus, während Rabada das Innings ungeschlagen nach 10* Runs beendete. Damit stellten sie den West Indies eine Vorgabe von 247 Runs. Bester west-indischer Bowler war Kemar Roach mit 5 Wickets für 47 Runs. Für die West Indies erzielte Tagenarine Chanderpaul 10 Runs, bevor sich Jermaine Blackwood etablierte. An dessen Seite konnte Joshua Da Silva 17 und Jason Holder 18 Runs. Daraufhin fand Blackwood mit Kemar Roach einen weiteren Partner. Blackwood schied dann nach einem Fifty über 79 Runs aus und kurz darauf verlor Roach nach 12 Runs das letzte Wicket des Spiels. Bester südafrikanischer Bowler war Kagiso Rabada mit 6 Wickets für 50 Runs. Als Spieler des Spiels wurde Auden Markram ausgezeichnet.

### Zweiter Test in Johannesburg
| 8. – 11. März Scorecard | Johannesburg | Südafrika 320 (92.2) & 321 (100.4) | – | West Indies 251 (79.3) & 106 (35.1) |
|                         |              | Südafrika gewinnt mit 284 Runs     |   |                                     |

Südafrika gewann den Münzwurf und entschied sich als Schlagmannschaft zu beginnen. Für sie bildeten die Eröffnungs-Batter Dean Elgar und Aiden Markram eine Partnerschaft. Elgar schied nach 42 Runs aus und wurde durch Tony de Zorzi gefolgt. Nachdem Markram ein Fifty über 96 Runs erzielt hatte, erreichte der ihm nachfolgende Temba Bavuma 28 Runs. De Zorzi formte daraufhin mit dem hineinkommenden Ryan Rickelton eine Partnerschaft, verlor jedoch nach einem Half-Century über 96 Runs sein Wicket. Rickelton schied nach 22 Runs aus, bevor Heinrich Klaasen und Wiaan Mulder eine weitere Partnerschaft bildete. Nachdem Mulder nach 12 Runs ausgeschieden war, endete der Tag beim Stand von 311/7. Am zweiten Tag schied auch Klaasen nach 17 Runs aus und das Innings endete nach 320 Runs. Die besten Bowler der West indies mit jeweils drei Wickets waren Kyle Mayers (für 32 Runs), Alzarri Joseph (für 60 Runs) und Gudakesh Motie (für 75 Runs). Die West Indies bildeten eine erste Partnerschaft zwischen Eröffnungs-Batter Kraigg Brathwaite und dem dritten Schlagmann Raymon Reifer. Brathwaite schied nach 17 Runs aus und an der Seite von Reifer folgte Roston Chase. Reifer verlor dann sein Wicket nach 15 Runs und wurde gefolgt von Kyle Mayers, bevor Chase nach 28 Runs ausschied. Mayers bildete eine Partnerschaft mit Joshua Da Silva, bevor auch er nach 39 Runs sein Wicket verlor und sich Jason Holder etablieren konnte. Da Silva erreichte 26 Runs und die hineinkommenden Kemar Roach 13 und Gudakesh Motie mit dem letzten Wicket des Innings 17 Runs. Holder hatte bis dahin 81* runs erzielt und so den Vorsprung Südafrikas auf 69 Runs verkürzt. Bester südafrikanischer Bowler war Gerald Coetzee. Südafrika erzielte bis zum Ende des Tages einen Stand von 4/0. Am dritten Tag schied Eröffnungs-Batter Aiden Markram nach 18 Runs aus, woraufhin sich Temba Bavuma etablierte. An seiner Seite erreichte Ryan Rickelton 10, Heinrich Klaasen 14, Wiaan Mulder 42 und Simon Harmer 19 Runs. Zusammen mit Keshav Maharaj beendete er dann den Tag beim Stand von 287/7. Am vierten Tag schied Bavuma dann nach einem Century über 172 Runs aus 280 Bällen aus. Maharaj erreichte 10 Runs und Kagiso Rabada verlor das letzte Wicket nach 16 Runs und setzte so die Vorgabe für die West Indies auf 391 Runs. Beste west-indische Bowler waren Kyle Mayers mit 3 Wickets für 46 Runs und Jason Holder mit 3 Wickets für 48 Runs. Für die West Indies erzielte zunächst Eröffnungs-Batter Kraigg Brathwaite 18 Runs. Nach dem Verlust mehrerer Wickets bildeten Joshua Da Silva und Jason Holder eine Partnerschaft. Holder schied nach 19 Runs aus und Da Silva nach 34 Runs. Das letzte Wicket verlor dann Alzarri Joseph, nachdem er 18 Runs erreicht hatte, was jedoch nicht ausreichte die Vorgabe zu gefährden. Beste südafrikanische Bowler waren Gerald Coetzee mit 3 Wickets für 37 Runs und Simon Harmer mit 3 Wickets für 45 Runs. Als Spieler des Spiels wurde Temba Bavuma ausgezeichnet.

## One-Day Internationals

### Erstes ODI in East London
| 16. März Scorecard | East London | Südafrika | – | West Indies |
|                    |             | Abgesagt  |   |             |

Spiel wurde auf Grund von Regenfällen abgesagt.

### Zweites ODI in East London
| 18. März Scorecard | East London | West Indies 335-8 (50)          | – | Südafrika 287 (41.4) |
|                    |             | West Indies gewinnt mit 48 Runs |   |                      |

Die West Indies gewannen den Münzwurf und entschieden sich als Schlagmannschaft zu beginnen. Für sie bildeten die Eröffnungs-Batter Brandon King und Kyle Mayers eine Partnerschaft. Mayers erreichte dabei 36 Runs und kurz darauf schied nach King nach 30 Runs aus. Daraufhin etablierte sich Shai Hope und an seiner Seite erreichte Nicholas Pooran 39, Rovman Powell 46 und Jason Holder 15 Runs. Zusammen mit Alzarri Joseph beendete dann Hope das Innings und setzte eine Vorgabe über 335 Runs. Hope erzielte dabei ein Century über 128* Runs aus 115 Bällen, während Joseph 13* Runs erreichte. Bester südafrikanischer Bowler war Gerald Coetzee mit 3 Wickets für 57 Runs. Für Südafrika bildeten die Eröffnungs-Batter Quinton de Kock und Temba Bavuma eine Partnerschaft. De Kock verlor sein Wicket nach 48 Runs und an der Seite von Bavuma erzielten Ryan Rickelton 14, Tony de Zorzi 27 und Marco Jansen 17 Runs. Daraufhin fand Bavuma mit Lungi Ngidi einen weiteren Partner, bevor er nach einem Century über 144 Runs aus 118 Bällen sein Wicket verlor. Ngidi hatte dann 17* Runs erzielt, als das letzte Wicket kurz darauf fiel. Beste west-indische Bowler waren Alzarri Joseph mit 3 Wickets für 53 Runs und Akeal Hosein mit 3 Wickets für 59 Runs. Als Spieler des Spiels wurde Shai Hope ausgezeichnet.

### Drittes ODI in Potchefstroom
| 21. März Scorecard | Potchefstroom | West Indies 260 (48.2)          | – | Südafrika 264-6 (29.3) |
|                    |               | Südafrika gewinnt mit 4 Wickets |   |                        |

Südafrika gewann den Münzwurf und entschied sich als Feldmannschaft zu beginnen. Für die West Indies bildeten die Eröffnungs-Batter Brandon King und Kyle Mayers eine Partnerschaft. Mayrs schied nach 14 Runs aus und der hineinkommende Shamarh Brooks erreichte 18 Runs. Nachdem Shai Hope is Spiel gekommen war, verlor King nach einem Fifty über 72 Runs sein Wicket und wurde durch Nicholas Pooran ersetzt. Hope erreichte 16 Runs und Pooran formte mit Jason Holder eine weitere Partnerschaft. Nachdem Pooran dann nach 36 Runs ausschied und Holder nach 36 und bildeten Akeal Hosein und Odean Smith eine letzte Partnerschaft. Hosein verlor nach 14 Runs sein Wicket und Smith dann nach 17 Runs das letzte Wicket des Innings im vorletzten Over. Beste südafrikanische Bowler mit jeweils zwei Wickets waren Marco Jansen und Bjorn Fortuin für jeweils 46 Runs und Gerald Coetzee für 53 Runs. Für Südafrika bildete Eröffnungs-Batter Tony de Zorzi und der dritte Schlagmann Rassie van der Dussen eine Partnerschaft. Nachdem van der Dussen 14 Runs erzielt hatte, folgte ihm Aiden Markram mit 25 Runs, bevor auch de Zorzi nach 21 Runs sein Wicket verlor. Daraufhin etablierte sich Heinrich Klaasen und an dessen Seite erreichte David Miller 17 und Marco Jansen 43 Runs. Klaasen konnte dann die Vorgabe ungeschlagen nach einem Century über 119 Runs aus 61 Bällen einholen. Bester west-indischer Bowler war Alzarri Joseph mit 3 Wickets für 50 Runs. Als Spieler des Spiels wurde Heinrich Klaasen ausgezeichnet.

## Twenty20 Internationals

### Erstes Twenty20 in Centurion
| 25. März Scorecard | Centurion | Südafrika 131-8 (11/11)           | – | West Indies 132-7 (10.3/11) |
|                    |           | West Indies gewinnt mit 3 Wickets |   |                             |

Auf Grund von Regenfällen wurde das Spiel auf elf Over pro Seite reduziert. Die West Indies gewannen den Münzwurf und entschieden sich als Feldmannschaft zu beginnen. Für Südafrika bildeten Reeza Hendricks und Rilee Rossouw eine Partnerschaft. Rossouw schied nach 10 Runs aus und der hineinkommende Aiden Markram erreichte 14 Runs. Dieser wurde gefolgt von David Miller. Hendricks verlor dann nach 21 Runs sein Wicket und Miller fand mit Sisanda Magala einen weiteren Partner. Nachdem Miller nach 48 Runs ausgeschieden war, konnte Magala das Innings ungeschlagen nach 18* Runs beenden. Beste west-indische Bowler waren Odean Smith mit 2 Wickets für 27 Runs und Sheldon Cottrell mit 2 Wickets für 31 Runs. Für die West Indies bildeten Brandon King und Johnson Charles eine Partnerschaft. King schied nach 23 Runs aus und wurde gefolgt durch Nicholas Pooran der 16 runs erzielte. Charles bildete dann eine Partnerschaft mit Rovman Powell, bevor er nach 28 Runs ausschied. Powell konnte dann die Vorgabe im letzten Over einholen und erzielte dabei 43* Runs. Bester südafrikanischer Bowler war Sisanda Magala mit 3 Wickets für 21 Runs. Als Spieler des Spiels wurde Rovman Powell ausgezeichnet.

### Zweites Twenty20 in Centurion
| 26. März Scorecard | Centurion | West Indies 258-5 (20)          | – | Südafrika 259-4 (18.5) |
|                    |           | Südafrika gewinnt mit 4 Wickets |   |                        |

Südafrika gewann den Münzwurf und entschied sich als Feldmannschaft zu beginnen. Für die West Indies bildeten der Eröffnungs-Batter Kyle Mayers und der dritte Schlagmann Johnson Charles eine Partnerschaft. Mayers schied nach einem Fifty über 51 Runs aus und wurde gefolgt durch Rovman Powell. Charles erzielte ein Century über 118 Runs aus 46 Runs, bevor er durch Romario Shepherd ersetzt wurde. Powell verlor dann sein Wicket nach 28 Runs und Shepherd beendete das Innings zusammen mit Odean Smith. Shepherd erreichte dabei 41* Runs und Smith 11* Runs. Bester südafrikanischer Bowler war Marco Jansen mit 3 Wickets für 52 Runs. Für Südafrika formten die Eröffnungs-Batter Quinton de Kock und Reeza Hendricks eine Partnerschaft. De Kock schied nach einem Century über 100 Runs aus 44 Bällen au und der für ihn hineinkommende Rilee Rossouw erzielte 16 Runs. Rossouw schied dann nach einem Fifty über 68 Runs aus und nachdem David Miller 10 Runs erzielte, konnten Aiden Markram und Heinrich Klaasen die Vorgabe im vorletzten Over einholen. Markram erzielte dabei 38* Runs und Klaasen 16* Runs. Dies war das erste Twenty20 International in dem mehr als 500 Runs erreicht wurden. Für die West Indies erzielten vier Bowler jeweils ein Wicket. Als Spieler des Spiels wurde Quinton de Kock ausgezeichnet.

### Drittes Twenty20 in Johannesburg
| 28. März Scorecard | Johannesburg | West Indies 220-8 (20)         | – | Südafrika 213-6 (20) |
|                    |              | West Indies gewinnt mit 7 Runs |   |                      |

Südafrika gewann den Münzwurf und entschied sich als Feldmannschaft zu beginnen. Für die West Indies bildeten die Eröffnungs-Batter Brandon King und Kyle Mayers eine Partnerschaft. Mayers schied ach 17 Runs aus und wurde durch Nicholas Pooran ersetzt. King erreichte 36 Runs, bevor Rovman Powell ins Spiel kam und 11 Runs erzielte. Kurz darauf schied nach Pooran nach 41 Runs aus und Raymon Reifer bildete eine Partnerschaft zusammen mit Jason Holder. Holder verlor sein Wicket nach 13 Runs und wurde gefolgt durch Romario Shepherd. Reifer schied dann nach 27 Runs aus und Shepher beendete dann das Innings zusammen mit Alzarri Joseph. Shepherd erreichte dabei 44* Runs und Joseph 14* Runs, womit sie die Vorgabe auf 221 Runs erhöhten. Beste südafrikanische Bowler mit jeweils zwei Wickets waren Anrich Nortje für 36, Lungi Ngidi für 45 und Kagiso Rabada für 50 Runs. Für Südafrika bildeten die Eröffnungs-Batter Quinton de Kock und Reeza Hendricks eine Partnerschaft. De Kock erreichte 21 Runs und die ihm folgenden Rilee Rossouw 42 und David Miller 11 Runs. Daraufhin kam Aiden Markram ins Spiel und Hendricks verlor sein Wicket nach einem Fifty über 83 Runs. Markram beendete dann das Innings mit 35* Runs, as jedoch nicht ausreichte die Vorgabe einzuholen. Bester west-indischer Bowler war Alzarri Joseph mit 5 Wickets für 40 Runs, der dafür als Spieler des Spiels ausgezeichnet wurde.

## Auszeichnungen

### Player of the Series
Als Player of the Series wurden der folgende Spieler ausgezeichnet.
| Serie    | Player of the Series       |
| -------- | -------------------------- |
| Test     | Aiden Markram              |
| ODI      | Heinrich Klaasen Shai Hope |
| Twenty20 | Johnson Charles            |

### Player of the Match
Als Player of the Match wurden die folgenden Spieler ausgezeichnet.
| Spiel       | Player of the Match |
| ----------- | ------------------- |
| 1. Test     | Aiden Markram       |
| 2. Test     | Temba Bavuma        |
| 1. ODI      | –                   |
| 2. ODI      | Shai Hope           |
| 3. ODI      | Heinrich Klaasen    |
| 1. Twenty20 | Rovman Powell       |
| 2. Twenty20 | Quinton de Kock     |
| 3. Twenty20 | Alzarri Joseph      |